# Euro Riparbelli
Euro Riparbelli (Viareggio, 31 maggio 1902 – ...) è stato un allenatore di calcio e calciatore italiano.

## Carriera

### Giocatore
Dopo aver disputato diversi campionati di Prima Divisione (terzo livello) con il Viareggio, colleziona 5 presenze nel campionato di Serie B 1933-1934 con i toscani.

### Allenatore
Dopo aver smesso di giocare, allena il Viareggio nel campionato di Serie B 1934-1935 e nei due successivi campionati cadetti; nella stagione 1937-1938 siede sulla panchina della SPAL, che guida in seconda serie anche l'anno successivo.
Dal 1939 al 1941 allena L'Aquila in Serie C e successivamente il Chieti. Nel dopoguerra è l'allenatore del Catanzaro in Serie C tra il 1948 ed il 1952.
Nella stagione 1953-1954 guida il Matera in IV Serie, e l'anno seguente lascia la panchina dei lucani dopo 22 giornate e nell'ultima parte di stagione passa sulla panchina del Lecce in Serie C.
Negli ultimi anni della sua carriera torna ad allenare il Viareggio.

## Palmarès

### Giocatore

#### Competizioni nazionali
- Prima Divisione: 1

Viareggio: 1932-1933

### Allenatore

#### Competizioni nazionali
- Serie C: 1

SPAL: 1937-1938
- Serie D: 1

Viareggio: 1959-1960